# Campeonato de Primera C 2018-19 (Argentina)
El Campeonato de Primera C 2018-19 fue la octogésima sexta temporada de la categoría y la trigésima tercera de esta división como cuarta categoría del fútbol argentino, en el orden de los clubes directamente afiliados a la AFA.
Los nuevos participantes fueron Victoriano Arenas, campeón de la Primera D 2017-18, en su tercera participación en la categoría; General Lamadrid, ganador del reducido, y Villa San Carlos, descendido de la Primera B 2017-18.
Fue campeón el Club Atlético Argentino de Quilmes, que ascendió a la Primera B junto con el subcampeón, el Deportivo Armenio y el ganador del torneo reducido por eliminación, el Club Atlético Villa San Carlos.

## Ascensos y descensos
| Promedio | Descendido de la Primera C 2017-18 |
| -------- | ---------------------------------- |
| 20.°     | Defensores de Cambaceres           |

| Posición  | Ascendidos de la Primera D 2017-18 |
| --------- | ---------------------------------- |
| 1.°       | Victoriano Arenas                  |
| Gan. red. | General Lamadrid                   |

| Posición  | Ascendidos a la Primera B 2018-19 |
| --------- | --------------------------------- |
| 1.º       | Defensores Unidos                 |
| Gan. red. | J. J. Urquiza                     |

| Promedio | Descendido de la Primera B 2017-18 |
| -------- | ---------------------------------- |
| 18.º     | Villa San Carlos                   |

## Equipos participantes
| Equipo               | Ciudad              | Estadio                         | Capacidad |
| -------------------- | ------------------- | ------------------------------- | --------- |
| Argentino de Quilmes | Quilmes             | Argentino de Quilmes            | 7000      |
| Berazategui          | Berazategui         | Norman Lee                      | 5500      |
| Cañuelas             | Cañuelas            | Jose Alfredo Arín               | 2000      |
| Central Córdoba      | Rosario             | Gabino Sosa                     | 10 000    |
| Deportivo Armenio    | Ingeniero Maschwitz | Armenia                         | 10 500    |
| Deportivo Laferrere  | Laferrere           | Ciudad de Laferrere             | 13 000    |
| Deportivo Merlo      | Parque San Martín   | José Manuel Moreno              | 10 000    |
| Dock Sud             | Dock Sud            | De los Inmigrantes              | 9500      |
| El Porvenir          | Gerli               | Gildo Francisco Ghersinich      | 14 000    |
| Excursionistas       | Buenos Aires        | Excursionistas                  | 7200      |
| Ferrocarril Midland  | Libertad            | Ciudad de Libertad              | 6000      |
| General Lamadrid     | Buenos Aires        | Enrique Sexto                   | 3500      |
| Ituzaingó            | Ituzaingó           | Carlos Alberto Saacan           | 5000      |
| Luján                | Luján               | Municipal de la Ciudad de Luján | 4000      |
| Leandro N. Alem      | General Rodríguez   | Leandro N. Alem                 | 4000      |
| San Martín           | Burzaco             | Francisco Boga                  | 6500      |
| Sportivo Barracas    | Buenos Aires        | No posee                        | -         |
| Sportivo Italiano    | Ciudad Evita        | República de Italia             | 7000      |
| Victoriano Arenas    | Valentín Alsina     | Saturnino Moure                 | 1500      |
| Villa San Carlos     | Berisso             | Genacio Sálice                  | 4000      |

| 1. |

### Distribución geográfica de los equipos
| Región                                   | Cant. | Equipos |
| ---------------------------------------- | ----- | --- |
| Conurbano bonaerense                     | 11    | Argentino de Quilmes, Berazategui, Deportivo Laferrere, Deportivo Merlo, Dock Sud, El Porvenir, Ituzaingó, Midland, San Martín (B), Sportivo Italiano y Victoriano Arenas |
| Interior de la provincia de Buenos Aires | 4     | Cañuelas, Deportivo Armenio, Leandro N. Alem y Luján |
| Ciudad de Buenos Aires                   | 3     | Excursionistas, General Lamadrid y Sportivo Barracas |
| Gran La Plata                            | 1     | Villa San Carlos |
| Ciudad de Rosario                        | 1     | Central Córdoba |

## Formato

### Ascensos
Los 20 participantes se enfrentaron en dos ruedas por el sistema de todos contra todos. Al comenzar el torneo se había establecido que habría dos ascendidos a la Primera B, el campeón y el ganador de un torneo reducido jugado por eliminación directa entre los ocho equipos que ocuparan los siguientes puestos. No obstante, el 19 de enero de 2019, el Comité Ejecutivo de la AFA resolvió aumentar a tres el número de ascensos: los equipos que ocupen los dos primeros puestos de la tabla final de posiciones, y el ganador de un reducido jugado entre los ocho siguientes, del tercero al décimo.

### Descensos
Descendió el equipo ubicado en el último puesto de la tabla de promedios.

### Clasificación a la Copa Argentina 2018-19
Los primeros cuatro equipos de la tabla parcial de la primera rueda clasificaron a los treintaidosavos de final de la Copa Argentina 2018-19.

## Tabla de posiciones final
| Pos. | Equipo               | Pts. | PJ | PG | PE | PP | GF | GC | Dif. |
| ---- | -------------------- | ---- | -- | -- | -- | -- | -- | -- | ---- |
| 01.º | Argentino de Quilmes | 69   | 38 | 20 | 9  | 9  | 53 | 32 | 21   |
| 02.º | Deportivo Armenio    | 67   | 38 | 18 | 13 | 7  | 46 | 27 | 19   |
| 03.º | Dock Sud             | 66   | 38 | 18 | 12 | 8  | 41 | 25 | 16   |
| 04.º | Deportivo Laferrere  | 61   | 38 | 15 | 16 | 7  | 57 | 39 | 18   |
| 05.º | Excursionistas       | 57   | 38 | 14 | 15 | 9  | 44 | 40 | 4    |
| 06.º | Ferrocarril Midland  | 55   | 38 | 15 | 10 | 13 | 45 | 37 | 8    |
| 07.º | Villa San Carlos     | 54   | 38 | 14 | 12 | 12 | 42 | 32 | 10   |
| 08.º | Luján                | 50   | 38 | 11 | 17 | 10 | 42 | 37 | 5    |
| 09.º | Deportivo Merlo      | 50   | 38 | 12 | 14 | 12 | 41 | 41 | 0    |
| 10.º | Berazategui          | 50   | 38 | 10 | 20 | 8  | 35 | 38 | −3   |
| 11.º | Sportivo Italiano    | 49   | 38 | 12 | 13 | 13 | 41 | 42 | −1   |
| 12.º | El Porvenir          | 48   | 38 | 11 | 15 | 12 | 40 | 46 | −6   |
| 13.º | Ituzaingó            | 44   | 38 | 9  | 17 | 12 | 29 | 40 | −11  |
| 14.º | Victoriano Arenas    | 43   | 38 | 11 | 10 | 17 | 47 | 53 | −6   |
| 15.º | Leandro N. Alem      | 43   | 38 | 9  | 16 | 13 | 35 | 42 | −7   |
| 16.º | General Lamadrid     | 43   | 38 | 10 | 13 | 15 | 38 | 46 | −8   |
| 17.º | Central Córdoba (R)  | 43   | 38 | 9  | 16 | 13 | 34 | 44 | −10  |
| 18.º | San Martín (B)       | 38   | 38 | 8  | 14 | 16 | 27 | 40 | −13  |
| 19.º | Cañuelas             | 38   | 38 | 8  | 14 | 16 | 44 | 58 | −14  |
| 20.º | Sportivo Barracas    | 32   | 38 | 6  | 14 | 18 | 28 | 50 | −22  |

|  | Campeón. Ascendió a la Primera B.                 |
|  | Ascendió a la Primera B.                          |
|  | Jugaron un torneo reducido por el tercer ascenso. |

### Evolución de las posiciones

#### Primera rueda
| Equipo / Fecha       | 1    | 2    | 3    | 4    | 5    | 6    | 7    | 8    | 9    | 10   | 11   | 12   | 13   | 14   | 15   | 16   | 17   | 18   | 19   |
| -------------------- | ---- | ---- | ---- | ---- | ---- | ---- | ---- | ---- | ---- | ---- | ---- | ---- | ---- | ---- | ---- | ---- | ---- | ---- | ---- |
| Argentino de Quilmes | 01.º | 03.º | 06.º | 03.º | 07.º | 09.º | 09.º | 07.º | 10.º | 11.º | 15.º | 12.º | 09.º | 09.º | 10.º | 10.º | 10.º | 07.º | 06.º |
| Berazategui          | 11.º | 07.º | 04.º | 02º  | 01.º | 01.º | 02.º | 05.º | 05.º | 08.º | 10.º | 11.º | 12.º | 12.º | 12.º | 12.º | 12.º | 12.º | 13.º |
| Cañuelas             | 19.º | 17.º | 19.º | 19.º | 20.º | 20.º | 18.º | 16.º | 17.º | 12.º | 14.º | 14.º | 15.º | 16.º | 16.º | 16.º | 17.º | 18.º | 18.º |
| Central Córdoba (R)  | 20.º | 20.º | 20.º | 20.º | 19.º | 16.º | 14.º | 17.º | 11.º | 10.º | 09.º | 09.º | 10.º | 13.º | 14.º | 14.º | 14.º | 14.º | 14.º |
| Deportivo Armenio    | 11.º | 07.º | 02.º | 04.º | 02.º | 02.º | 01.º | 01.º | 01.º | 01.º | 01.º | 01.º | 01.º | 01.º | 01.º | 01.º | 01.º | 01.º | 01.º |
| Deportivo Laferrere  | 13.º | 19.º | 14.º | 12.º | 14.º | 12.º | 13.º | 12.º | 08.º | 09.º | 08.º | 08.º | 05.º | 07.º | 05.º | 06.º | 06.º | 03.º | 03.º |
| Deportivo Merlo      | 04.º | 06.º | 08.º | 12.º | 15.º | 17.º | 16.º | 15.º | 16.º | 16.º | 13.º | 16.º | 16.º | 15.º | 13.º | 13.º | 13.º | 13.º | 11.º |
| Dock Sud             | 09.º | 14.º | 08.º | 07.º | 06.º | 05.º | 03.º | 06.º | 09.º | 05.º | 02.º | 06.º | 04.º | 02.º | 02.º | 02.º | 02.º | 02.º | 02.º |
| El Porvenir          | 18.º | 12.º | 11.º | 09.º | 09.º | 08.º | 12.º | 14.º | 13.º | 15.º | 11.º | 10.º | 11.º | 11.º | 09.º | 11.º | 11.º | 11.º | 12.º |
| Excursionistas       | 13.º | 18.º | 13.º | 11.º | 12.º | 14.º | 15.º | 10.º | 12.º | 13.º | 16.º | 15.º | 13.º | 06.º | 08.º | 07.º | 09.º | 09.º | 10.º |
| Ferrocarril Midland  | 17.º | 10.º | 15.º | 18.º | 17.º | 13.º | 08.º | 09.º | 07.º | 04.º | 07.º | 04.º | 06.º | 10.º | 11.º | 08.º | 07.º | 04.º | 04.º |
| General Lamadrid     | 03.º | 04.º | 07.º | 08.º | 13.º | 11.º | 11.º | 13.º | 15.º | 14.º | 12.º | 13.º | 14.º | 14.º | 15.º | 15.º | 15.º | 15.º | 15.º |
| Ituzaingó            | 09.º | 13.º | 18.º | 17.º | 09.º | 15.º | 17.º | 18.º | 19.º | 18.º | 19.º | 19.º | 17.º | 17.º | 17.º | 17.º | 16.º | 17.º | 17.º |
| Luján                | 13.º | 14.º | 17.º | 16.º | 18.º | 19.º | 20.º | 20.º | 18.º | 19.º | 18.º | 18.º | 19.º | 20.º | 18.º | 18.º | 19.º | 16.º | 16.º |
| Leandro N. Alem      | 08.º | 05.º | 11.º | 09.º | 09.º | 07.º | 04.º | 02.º | 02.º | 02.º | 03.º | 02.º | 03.º | 04.º | 04.º | 04.º | 04.º | 08.º | 08.º |
| San Martín           | 04.º | 11.º | 16.º | 15.º | 15.º | 18.º | 19.º | 19.º | 20.º | 20.º | 20.º | 20.º | 20.º | 19.º | 20.º | 20.º | 20.º | 20.º | 20.º |
| Sportivo Barracas    | 13.º | 14.º | 08.º | 12.º | 08.º | 10.º | 10.º | 11.º | 14.º | 17.º | 17.º | 17.º | 18.º | 18.º | 19.º | 19.º | 18.º | 19.º | 19.º |
| Sportivo Italiano    | 02.º | 09.º | 05.º | 06.º | 04.º | 04.º | 06.º | 04.º | 04.º | 06.º | 04.º | 03.º | 02.º | 03.º | 03.º | 05.º | 05.º | 06.º | 09.º |
| Victoriano Arenas    | 04.º | 01.º | 01.º | 01.º | 05.º | 06.º | 07.º | 03.º | 03.º | 07.º | 06.º | 07.º | 08.º | 05.º | 07.º | 09.º | 08.º | 10.º | 07.º |
| Villa San Carlos     | 04.º | 02.º | 03.º | 05.º | 03.º | 03.º | 05.º | 08.º | 06.º | 03.º | 05.º | 05.º | 07.º | 08.º | 06.º | 03.º | 03.º | 05.º | 05.º |

| 1. 2. 3. 4. |

#### Segunda rueda
| Equipo / Fecha       | 20   | 21   | 22   | 23   | 24   | 25   | 26   | 27   | 28   | 29   | 30   | 31   | 32   | 33   | 34   | 35   | 36   | 37   | 38   |
| -------------------- | ---- | ---- | ---- | ---- | ---- | ---- | ---- | ---- | ---- | ---- | ---- | ---- | ---- | ---- | ---- | ---- | ---- | ---- | ---- |
| Argentino de Quilmes | 06.º | 07.º | 06.º | 03.º | 02.º | 02.º | 01.º | 01.º | 01.º | 01.º | 01.º | 01.º | 01.º | 01.º | 01.º | 01.º | 01.º | 01.º | 01.º |
| Berazategui          | 12.º | 12.º | 12.º | 12.º | 12.º | 11.º | 09.º | 11.º | 11.º | 11.º | 11.º | 11.º | 10.º | 09.º | 10.º | 11.º | 11.º | 11.º | 10.º |
| Cañuelas             | 18.º | 18.º | 18.º | 18.º | 19.º | 19.º | 19.º | 19.º | 19.º | 19.º | 19.º | 18.º | 18.º | 18.º | 18.º | 18.º | 18.º | 19.º | 19.º |
| Central Córdoba (R)  | 15.º | 16.º | 16.º | 17.º | 17.º | 15.º | 16.º | 16.º | 17.º | 15.º | 16.º | 15.º | 15.º | 14.º | 14.º | 14.º | 14.º | 14.º | 17.º |
| Deportivo Armenio    | 01.º | 02.º | 01.º | 02.º | 03.º | 04.º | 03.º | 04.º | 04.º | 06.º | 04.º | 04.º | 04.º | 04.º | 04.º | 03.º | 03.º | 02.º | 02.º |
| Deportivo Laferrere  | 05.º | 05.º | 03.º | 05.º | 04.º | 03.º | 04.º | 03.º | 03.º | 03.º | 03.º | 03.º | 03.º | 03.º | 03.º | 04.º | 04.º | 04.º | 04.º |
| Deportivo Merlo      | 11.º | 11.º | 11.º | 11.º | 11.º | 12.º | 11.º | 10.º | 09.º | 10.º | 09.º | 08.º | 07.º | 08.º | 08.º | 08.º | 10.º | 10.º | 09.º |
| Dock Sud             | 02.º | 01.º | 02.º | 01.º | 01.º | 01.º | 02.º | 02.º | 02.º | 02.º | 02.º | 02.º | 02.º | 02.º | 02.º | 02.º | 02.º | 03.º | 03.º |
| El Porvenir          | 14.º | 15.º | 17.º | 16.º | 16.º | 18.º | 17.º | 17.º | 16.º | 17.º | 14.º | 13.º | 13.º | 13.º | 12.º | 13.º | 12.º | 12.º | 12.º |
| Excursionistas       | 08.º | 06.º | 07.º | 07.º | 06.º | 05.º | 05.º | 05.º | 05.º | 05.º | 06.º | 06.º | 05.º | 06.º | 05.º | 05.º | 05.º | 05.º | 05.º |
| Ferrocarril Midland  | 03.º | 04.º | 05.º | 06.º | 05.º | 06.º | 06.º | 07.º | 07.º | 09.º | 08.º | 09.º | 09.º | 10.º | 09.º | 09.º | 07.º | 07.º | 06.º |
| General Lamadrid     | 13.º | 14.º | 13.º | 15.º | 13.º | 13.º | 14.º | 13.º | 14.º | 14.º | 15.º | 17.º | 17.º | 16.º | 16.º | 16.º | 17.º | 17.º | 16.º |
| Ituzaingó            | 17.º | 13.º | 15.º | 14.º | 15.º | 16.º | 13.º | 14.º | 15.º | 16.º | 17.º | 16.º | 16.º | 17.º | 17.º | 17.º | 15.º | 15.º | 13.º |
| Luján                | 16.º | 17.º | 14.º | 13.º | 14.º | 14.º | 15.º | 15.º | 13.º | 13.º | 12.º | 12.º | 12.º | 11.º | 13.º | 10.º | 09.º | 08.º | 08.º |
| Leandro N. Alem      | 09.º | 08.º | 10.º | 09.º | 10.º | 10.º | 12.º | 12.º | 12.º | 12.º | 13.º | 14.º | 14.º | 15.º | 15.º | 15.º | 16.º | 16.º | 15.º |
| San Martín (B)       | 20.º | 19.º | 19.º | 19.º | 18.º | 17.º | 18.º | 18.º | 18.º | 18.º | 18.º | 19.º | 19.º | 19.º | 19.º | 19.º | 19.º | 18.º | 18.º |
| Sportivo Barracas    | 19.º | 20.º | 20.º | 20.º | 20.º | 20.º | 20.º | 20.º | 20.º | 20.º | 20.º | 20.º | 20.º | 20.º | 20.º | 20.º | 20.º | 20.º | 20.º |
| Sportivo Italiano    | 10.º | 10.º | 09.º | 10.º | 09.º | 09.º | 10.º | 09.º | 10.º | 08.º | 07.º | 07.º | 06.º | 07.º | 07.º | 07.º | 08.º | 09.º | 11.º |
| Victoriano Arenas    | 07.º | 09.º | 08.º | 08.º | 08.º | 07.º | 07.º | 08.º | 08.º | 09.º | 10.º | 10.º | 11.º | 12.º | 11.º | 12.º | 13.º | 13.º | 14.º |
| Villa San Carlos     | 04.º | 03.º | 04.º | 04.º | 07.º | 08.º | 08.º | 06.º | 06.º | 04.º | 05.º | 05.º | 08.º | 05.º | 06.º | 06.º | 06.º | 06.º | 07.º |

|  |

## Tabla de descenso
| Pos  | Equipo               | 2016-17 | 2017-18 | 2018-19 | Total | PJ  | Promedio |
| ---- | -------------------- | ------- | ------- | ------- | ----- | --- | -------- |
| 01.º | Argentino de Quilmes | 58      | 72      | 69      | 199   | 114 | 1,745    |
| 02.º | Luján                | 50      | 64      | 50      | 164   | 114 | 1,438    |
| 02.º | Ferrocarril Midland  | 56      | 53      | 55      | 164   | 114 | 1,438    |
| 04.º | Deportivo Armenio    | 51      | 44      | 67      | 162   | 114 | 1,421    |
| 04.º | Villa San Carlos     | -       | -       | 54      | 54    | 38  | 1,421    |
| 06.º | Central Córdoba (R)  | 45      | 73      | 43      | 161   | 114 | 1,412    |
| 07.º | Deportivo Merlo      | 53      | 53      | 50      | 156   | 114 | 1,368    |
| 08.º | Cañuelas             | 63      | 52      | 38      | 153   | 114 | 1,342    |
| 09.º | Leandro N. Alem      | -       | 57      | 43      | 100   | 76  | 1,315    |
| 10.º | Deportivo Laferrere  | 38      | 49      | 61      | 148   | 114 | 1,298    |
| 11.º | Dock Sud             | 38      | 40      | 66      | 144   | 114 | 1,263    |
| 11.º | Ituzaingó            | -       | 52      | 44      | 96    | 76  | 1,263    |
| 13.º | El Porvenir          | 52      | 43      | 48      | 143   | 114 | 1,254    |
| 14.º | Excursionistas       | -       | 38      | 57      | 95    | 76  | 1,250    |
| 15.º | Sportivo Italiano    | 48      | 37      | 49      | 134   | 114 | 1,175    |
| 16.º | General Lamadrid     | -       | -       | 43      | 43    | 38  | 1,131    |
| 16.º | Victoriano Arenas    | -       | -       | 43      | 43    | 38  | 1,131    |
| 18.º | San Martín (B)       | 39      | 48      | 38      | 125   | 114 | 1,096    |
| 19.º | Berazategui          | 34      | 40      | 50      | 124   | 114 | 1,087    |
| 20.º | Sportivo Barracas    | 60      | 32      | 32      | 124   | 114 | 1,087    |

|  | Ganó el partido de desempate. |
|  | Descendió a la Primera D.     |

### Partido de desempate
Lo disputaron los dos equipos que igualaron el último puesto en la tabla de promedios.
| Equipo 1    | Resultado | Equipo 2          | Estadio                 | Fecha      | Hora  |
| ----------- | --------- | ----------------- | ----------------------- | ---------- | ----- |
| Berazategui | 2 - 0     | Sportivo Barracas | Julio Humberto Grondona | 23 de mayo | 14:00 |

## Tabla de posiciones parcial de la primera rueda
Esta tabla fue usada para determinar los equipos clasificados a la Copa Argentina 2018-19, que fueron los que ocuparon los cuatro primeros lugares.
| Pos. | Equipo               | Pts. | PJ | PG | PE | PP | GF | GC | Dif. |
| ---- | -------------------- | ---- | -- | -- | -- | -- | -- | -- | ---- |
| 01.º | Deportivo Armenio    | 36   | 19 | 9  | 9  | 1  | 22 | 11 | 11   |
| 02.º | Dock Sud             | 34   | 19 | 10 | 4  | 5  | 24 | 14 | 10   |
| 03.º | Deportivo Laferrere  | 32   | 19 | 8  | 8  | 3  | 25 | 16 | 9    |
| 04.º | Ferrocarril Midland  | 32   | 19 | 10 | 2  | 7  | 27 | 20 | 7    |
| 05.º | Villa San Carlos     | 31   | 19 | 8  | 7  | 4  | 23 | 13 | 10   |
| 06.º | Argentino de Quilmes | 31   | 19 | 9  | 4  | 6  | 24 | 20 | 4    |
| 07.º | Victoriano Arenas    | 28   | 19 | 8  | 4  | 7  | 33 | 26 | 7    |
| 08.º | Leandro N. Alem      | 28   | 19 | 7  | 7  | 5  | 23 | 19 | 4    |
| 09.º | Sportivo Italiano    | 28   | 19 | 7  | 7  | 5  | 19 | 17 | 2    |
| 10.º | Excursionistas       | 26   | 19 | 6  | 8  | 5  | 21 | 18 | 3    |
| 11.º | Deportivo Merlo      | 24   | 19 | 5  | 9  | 5  | 17 | 20 | −3   |
| 12.º | El Porvenir          | 23   | 19 | 5  | 8  | 6  | 21 | 24 | −3   |
| 13.º | Berazategui          | 23   | 19 | 5  | 8  | 6  | 12 | 18 | −6   |
| 14.º | Central Córdoba (R)  | 21   | 19 | 5  | 6  | 8  | 13 | 21 | −8   |
| 15.º | General Lamadrid     | 20   | 19 | 4  | 8  | 7  | 16 | 19 | −3   |
| 16.º | Luján                | 20   | 19 | 4  | 8  | 7  | 14 | 19 | −5   |
| 17.º | Ituzaingó            | 20   | 19 | 4  | 8  | 7  | 15 | 23 | −8   |
| 18.º | Cañuelas             | 16   | 19 | 3  | 7  | 9  | 17 | 29 | −12  |
| 19.º | Sportivo Barracas    | 15   | 19 | 3  | 6  | 10 | 17 | 25 | −8   |
| 20.º | San Martín (B)       | 15   | 19 | 3  | 6  | 10 | 9  | 20 | −11  |

|  | Clasificados a la Copa Argentina 2018-19. |

## Resultados

### Primera rueda
| Victoriano Arenas   | 2 - 1 | Deportivo Laferrere  | Saturnino Moure            | 18 de agosto | 11:00 |
| Sportivo Italiano   | 4 - 1 | Cañuelas             | República de Italia        | 18 de agosto | 15:30 |
| Central Córdoba (R) | 0 - 4 | Argentino de Quilmes | Gabino Sosa                | 18 de agosto | 15:30 |
| Ituzaingó           | 1 - 1 | Dock Sud             | Ituzaingó                  | 18 de agosto | 15:30 |
| El Porvenir         | 0 - 2 | General Lamadrid     | Gildo Francisco Ghersinich | 19 de agosto | 12:00 |
| Leandro N. Alem     | 1 - 0 | Ferrocarril Midland  | Leandro N. Alem            | 19 de agosto | 15:30 |
| Excursionistas      | 1 - 2 | San Martín (B)       | Excursionistas             | 19 de agosto | 15:30 |
| Berazategui         | 0 - 0 | Deportivo Armenio    | Norman Lee                 | 19 de agosto | 15:30 |
| Villa San Carlos    | 2 - 1 | Sportivo Barracas    | Juan Carmelo Zerillo       | 20 de agosto | 15:30 |
| Deportivo Merlo     | 2 - 1 | Luján                | José Manuel Moreno         | 20 de agosto | 15:30 |

| Ferrocarril Midland  | 2 - 1 | Excursionistas      | Ciudad de Libertad              | 26 de agosto | 12:00 |
| Sportivo Italiano    | 0 - 1 | Villa San Carlos    | República de Italia             | 26 de agosto | 15:30 |
| Deportivo Armenio    | 1 - 0 | Central Córdoba (R) | Armenia                         | 26 de agosto | 15:30 |
| Argentino de Quilmes | 1 - 1 | Ituzaingó           | Argentino de Quilmes            | 26 de agosto | 15:30 |
| Cañuelas             | 2 - 2 | Leandro N. Alem     | José Alfredo Arín               | 26 de agosto | 15:30 |
| General Lamadrid     | 0 - 0 | Deportivo Merlo     | Enrique Sexto                   | 26 de agosto | 15:30 |
| Luján                | 0 - 0 | Sportivo Barracas   | Municipal de la Ciudad de Luján | 27 de agosto | 15:30 |
| Dock Sud             | 0 - 1 | El Porvenir         | De los Inmigrantes              | 27 de agosto | 15:30 |
| San Martín (B)       | 0 - 2 | Victoriano Arenas   | Francisco Boga                  | 27 de agosto | 15:30 |
| Deportivo Laferrere  | 0 - 1 | Berazategui         | Ciudad de Laferrere             | 28 de agosto | 15:30 |

| Villa San Carlos    | 1 - 1 | Luján                | Genacio Sálice             | 31 de agosto    | 15:30 |
| Ituzaingó           | 0 - 2 | Deportivo Armenio    | Ituzaingó                  | 31 de agosto    | 15:30 |
| Sportivo Barracas   | 2 - 1 | General Lamadrid     | República de Italia        | 31 de agosto    | 15:30 |
| Victoriano Arenas   | 3 - 1 | Ferrocarril Midland  | Saturnino Moure            | 31 de agosto    | 15:30 |
| El Porvenir         | 2 - 2 | Argentino de Quilmes | Gildo Francisco Ghersinich | 1 de septiembre | 11:00 |
| Excursionistas      | 4 - 1 | Cañuelas             | Excursionistas             | 1 de septiembre | 15:30 |
| Central Córdoba (R) | 0 - 1 | Deportivo Laferrere  | Gabino Sosa                | 1 de septiembre | 15:30 |
| Deportivo Merlo     | 1 - 2 | Dock Sud             | José Manuel Moreno         | 2 de septiembre | 11:00 |
| Leandro N. Alem     | 0 - 2 | Sportivo Italiano    | Leandro N. Alem            | 3 de septiembre | 15:30 |
| Berazategui         | 1 - 0 | San Martín (B)       | Norman Lee                 | 4 de septiembre | 15:30 |

| Leandro N. Alem      | 0 - 0 | Villa San Carlos    | Leandro N. Alem      | 7 de septiembre | 15:30 |
| Deportivo Laferrere  | 1 - 1 | Ituzaingó           | Ciudad de Laferrere  | 7 de septiembre | 15:30 |
| Dock Sud             | 1 - 0 | Sportivo Barracas   | De los Inmigrantes   | 7 de septiembre | 15:30 |
| Argentino de Quilmes | 1 - 0 | Deportivo Merlo     | Argentino de Quilmes | 7 de septiembre | 15:30 |
| Deportivo Armenio    | 0 - 0 | El Porvenir         | Armenia              | 8 de septiembre | 15:30 |
| Ferrocarril Midland  | 0 - 2 | Berazategui         | Ciudad de Libertad   | 8 de septiembre | 15:30 |
| Cañuelas             | 1 - 1 | Victoriano Arenas   | José Alfredo Arín    | 8 de septiembre | 15:30 |
| San Martín (B)       | 1 - 1 | Central Córdoba (R) | Francisco Boga       | 8 de septiembre | 15:30 |
| Sportivo Italiano    | 1 - 1 | Excursionistas      | República de Italia  | 9 de septiembre | 15:30 |
| General Lamadrid     | 1 - 1 | Luján               | Enrique Sexto        | 9 de septiembre | 15:30 |

| Sportivo Barracas   | 4 - 1 | Argentino de Quilmes | República de Italia             | 12 de septiembre | 15:30 |
| Berazategui         | 1 - 0 | Cañuelas             | Norman Lee                      | 12 de septiembre | 15:30 |
| Ituzaingó           | 1 - 0 | San Martín (B)       | Ituzaingó                       | 12 de septiembre | 15:30 |
| Deportivo Merlo     | 0 - 2 | Deportivo Armenio    | José Manuel Moreno              | 12 de septiembre | 15:30 |
| Central Córdoba (R) | 0 - 0 | Ferrocarril Midland  | Gabino Sosa                     | 12 de septiembre | 15:30 |
| Excursionistas      | 1 - 1 | Leandro N. Alem      | Excursionistas                  | 12 de septiembre | 21:00 |
| El Porvenir         | 1 - 1 | Deportivo Laferrere  | Gildo Francisco Ghersinich      | 13 de septiembre | 15:30 |
| Luján               | 1 - 2 | Dock Sud             | Municipal de la Ciudad de Luján | 13 de septiembre | 15:30 |
| Villa San Carlos    | 1 - 0 | General Lamadrid     | Genacio Sálice                  | 13 de septiembre | 15:30 |
| Victoriano Arenas   | 2 - 3 | Sportivo Italiano    | Saturnino Moure                 | 13 de septiembre | 15:30 |

| Cañuelas             | 1 - 2 | Central Córdoba (R) | José Alfredo Arín    | 15 de septiembre | 15:30 |
| Argentino de Quilmes | 2 - 0 | Luján               | Argentino de Quilmes | 16 de septiembre | 11:00 |
| Sportivo Italiano    | 1 - 1 | Berazategui         | República de Italia  | 16 de septiembre | 15:30 |
| Leandro N. Alem      | 4 - 0 | Victoriano Arenas   | Leandro N. Alem      | 16 de septiembre | 15:30 |
| Ferrocarril Midland  | 2 - 0 | Ituzaingó           | Ciudad de Libertad   | 17 de septiembre | 15:30 |
| Deportivo Armenio    | 1 - 1 | Sportivo Barracas   | Armenia              | 17 de septiembre | 15:30 |
| Excursionistas       | 0 - 0 | Villa San Carlos    | Excursionistas       | 17 de septiembre | 21:00 |
| Deportivo Laferrere  | 1 - 0 | Deportivo Merlo     | Ciudad de Laferrere  | 18 de septiembre | 15:30 |
| Dock Sud             | 0 - 1 | General Lamadrid    | De los Inmigrantes   | 18 de septiembre | 15:30 |
| San Martín (B)       | 1 - 3 | El Porvenir         | Francisco Boga       | 18 de septiembre | 15:30 |

| Berazategui         | 0 - 1 | Leandro N. Alem      | Norman Lee                      | 21 de septiembre | 15:30 |
| Ituzaingó           | 0 - 1 | Cañuelas             | Ituzaingó                       | 21 de septiembre | 15:30 |
| El Porvenir         | 1 - 2 | Ferrocarril Midland  | Gildo Francisco Ghersinich      | 22 de septiembre | 11:00 |
| Deportivo Merlo     | 1 - 0 | San Martín (B)       | José Manuel Moreno              | 22 de septiembre | 11:00 |
| General Lamadrid    | 1 - 1 | Argentino de Quilmes | Enrique Sexto                   | 22 de septiembre | 15:30 |
| Villa San Carlos    | 0 - 1 | Dock Sud             | Genacio Sálice                  | 23 de septiembre | 15:30 |
| Central Córdoba (R) | 2 - 1 | Sportivo Italiano    | Gabino Sosa                     | 23 de septiembre | 15:30 |
| Victoriano Arenas   | 2 - 2 | Excursionistas       | Saturnino Moure                 | 23 de septiembre | 15:30 |
| Sportivo Barracas   | 2 - 2 | Deportivo Laferrere  | República de Italia             | 24 de septiembre | 15:30 |
| Luján               | 0 - 1 | Deportivo Armenio    | Municipal de la Ciudad de Luján | 24 de septiembre | 15:30 |

| Sportivo Italiano    | 1 - 0 | Ituzaingó           | República de Italia  | 28 de septiembre | 21:00 |
| Leandro N. Alem      | 5 - 0 | Central Córdoba (R) | Leandro N. Alem      | 29 de septiembre | 15:30 |
| Argentino de Quilmes | 1 - 2 | Dock Sud            | Argentino de Quilmes | 30 de septiembre | 15:30 |
| Cañuelas             | 3 - 2 | El Porvenir         | José Alfredo Arín    | 30 de septiembre | 15:30 |
| Excursionistas       | 1 - 0 | Berazategui         | Excursionistas       | 30 de septiembre | 15:30 |
| Deportivo Laferrere  | 2 - 2 | Luján               | Ciudad de Laferrere  | 30 de septiembre | 15:30 |
| Deportivo Armenio    | 2 - 1 | General Lamadrid    | Armenia              | 30 de septiembre | 15:30 |
| Ferrocarril Midland  | 2 - 2 | Deportivo Merlo     | Ciudad de Libertad   | 30 de septiembre | 15:30 |
| Victoriano Arenas    | 5 - 0 | Villa San Carlos    | Saturnino Moure      | 1 de octubre     | 15:30 |
| San Martín (B)       | 0 - 0 | Sportivo Barracas   | Francisco Boga       | 1 de octubre     | 15:30 |

| General Lamadrid    | 0 - 2 | Deportivo Laferrere  | Enrique Sexto                   | 4 de octubre | 15:30 |
| El Porvenir         | 0 - 0 | Sportivo Italiano    | Gildo Francisco Ghersinich      | 5 de octubre | 15:30 |
| Dock Sud            | 0 - 1 | Deportivo Armenio    | De los Inmigrantes              | 6 de octubre | 11:00 |
| Central Córdoba (R) | 2 - 0 | Excursionistas       | Gabino Sosa                     | 6 de octubre | 15:30 |
| Sportivo Barracas   | 0 - 4 | Ferrocarril Midland  | República de Italia             | 7 de octubre | 12:00 |
| Berazategui         | 0 - 0 | Victoriano Arenas    | Norman Lee                      | 7 de octubre | 15:30 |
| Villa San Carlos    | 3 - 1 | Argentino de Quilmes | Genacio Sálice                  | 8 de octubre | 15:30 |
| Ituzaingó           | 0 - 0 | Leandro N. Alem      | Ituzaingó                       | 8 de octubre | 15:30 |
| Luján               | 1 - 0 | San Martín (B)       | Municipal de la Ciudad de Luján | 9 de octubre | 15:30 |
| Deportivo Merlo     | 1 - 1 | Cañuelas             | José Manuel Moreno              | 9 de octubre | 15:30 |

| Leandro N. Alem     | 2 - 0 | El Porvenir          | Leandro N. Alem     | 13 de octubre  | 15:30 |
| San Martín (B)      | 0 - 0 | General Lamadrid     | Francisco Boga      | 13 de octubre  | 15:30 |
| Deportivo Laferrere | 0 - 0 | Dock Sud             | Ciudad de Laferrere | 13 de octubre  | 15:30 |
| Ferrocarril Midland | 2 - 0 | Luján                | Ciudad de Libertad  | 14 de octubre  | 12:00 |
| Deportivo Armenio   | 2 - 0 | Argentino de Quilmes | Armenia             | 14 de octubre  | 13:00 |
| Berazategui         | 0 - 4 | Villa San Carlos     | Norman Lee          | 14 de octubre  | 15:30 |
| Cañuelas            | 2 - 0 | Sportivo Barracas    | José Alfredo Arín   | 14 de octubre  | 15:30 |
| Victoriano Arenas   | 0 - 1 | Central Córdoba (R)  | Saturnino Moure     | 14 de octubre  | 15:30 |
| Sportivo Italiano   | 0 - 0 | Deportivo Merlo      | República de Italia | 16 de octubre  | 20:00 |
| Excursionistas      | 2 - 0 | Ituzaingó            | Excursionistas      | 8 de noviembre | 16:00 |

| General Lamadrid     | 2 - 1 | Ferrocarril Midland | Enrique Sexto                   | 19 de octubre | 15:30 |
| Luján                | 1 - 1 | Cañuelas            | Municipal de la Ciudad de Luján | 19 de octubre | 15:30 |
| Ituzaingó            | 1 - 4 | Victoriano Arenas   | Ituzaingó                       | 19 de octubre | 15:30 |
| Villa San Carlos     | 0 - 0 | Deportivo Armenio   | Genacio Sálice                  | 19 de octubre | 15:30 |
| Central Córdoba (R)  | 3 - 1 | Berazategui         | Gabino Sosa                     | 19 de octubre | 16:00 |
| Deportivo Merlo      | 2 - 1 | Leandro N. Alem     | José Manuel Moreno              | 20 de octubre | 13:00 |
| Argentino de Quilmes | 0 - 2 | Deportivo Laferrere | Argentino de Quilmes            | 20 de octubre | 15:30 |
| El Porvenir          | 3 - 0 | Excursionistas      | Gildo Francisco Ghersinich      | 21 de octubre | 12:00 |
| Sportivo Barracas    | 0 - 1 | Sportivo Italiano   | República de Italia             | 21 de octubre | 15:30 |
| Dock Sud             | 2 - 1 | San Martín (B)      | De los Inmigrantes              | 22 de octubre | 15:30 |

| Cañuelas            | 0 - 0 | General Lamadrid     | José Alfredo Arín   | 23 de octubre | 15:30 |
| Central Córdoba (R) | 0 - 0 | Villa San Carlos     | Gabino Sosa         | 23 de octubre | 16:00 |
| Berazategui         | 1 - 1 | Ituzaingó            | Norman Lee          | 24 de octubre | 15:30 |
| Deportivo Laferrere | 1 - 1 | Deportivo Armenio    | Ciudad de Laferrere | 24 de octubre | 15:30 |
| Victoriano Arenas   | 2 - 3 | El Porvenir          | Saturnino Moure     | 24 de octubre | 15:30 |
| Excursionistas      | 3 - 0 | Deportivo Merlo      | Excursionistas      | 24 de octubre | 20:00 |
| Leandro N. Alem     | 2 - 1 | Sportivo Barracas    | Leandro N. Alem     | 25 de octubre | 15:30 |
| San Martín (B)      | 0 - 1 | Argentino de Quilmes | Francisco Boga      | 25 de octubre | 15:30 |
| Ferrocarril Midland | 1 - 0 | Dock Sud             | Ciudad de Libertad  | 25 de octubre | 15:30 |
| Sportivo Italiano   | 1 - 0 | Luján                | República de Italia | 25 de octubre | 20:00 |

| Deportivo Merlo      | 1 - 1 | Victoriano Arenas   | José Manuel Moreno              | 28 de octubre | 13:00 |
| General Lamadrid     | 0 - 1 | Sportivo Italiano   | Enrique Sexto                   | 28 de octubre | 15:30 |
| Sportivo Barracas    | 0 - 1 | Excursionistas      | República de Italia             | 28 de octubre | 15:30 |
| Argentino de Quilmes | 3 - 1 | Ferrocarril Midland | Argentino de Quilmes            | 28 de octubre | 15:30 |
| Luján                | 0 - 0 | Leandro N. Alem     | Municipal de la Ciudad de Luján | 28 de octubre | 15:30 |
| Deportivo Armenio    | 2 - 2 | San Martín (B)      | Armenia                         | 28 de octubre | 15:30 |
| Dock Sud             | 1 - 0 | Cañuelas            | De los Inmigrantes              | 29 de octubre | 15:30 |
| El Porvenir          | 0 - 0 | Berazategui         | Gildo Francisco Ghersinich      | 29 de octubre | 15:30 |
| Villa San Carlos     | 1 - 2 | Deportivo Laferrere | Genacio Sálice                  | 29 de octubre | 15:30 |
| Ituzaingó            | 2 - 1 | Central Córdoba (R) | Ituzaingó                       | 30 de octubre | 15:30 |

| Leandro N. Alem     | 0 - 0 | General Lamadrid     | Leandro N. Alem     | 2 de noviembre | 15:30 |
| Ferrocarril Midland | 1 - 2 | Deportivo Armenio    | Ciudad de Libertad  | 3 de noviembre | 13:00 |
| Cañuelas            | 0 - 1 | Argentino de Quilmes | José Alfredo Arín   | 3 de noviembre | 15:30 |
| Ituzaingó           | 1 - 1 | Villa San Carlos     | Ituzaingó           | 3 de noviembre | 15:30 |
| Victoriano Arenas   | 1 - 0 | Sportivo Barracas    | Saturnino Moure     | 4 de noviembre | 12:00 |
| San Martín (B)      | 1 - 0 | Deportivo Laferrere  | Francisco Boga      | 4 de noviembre | 12:00 |
| Excursionistas      | 1 - 0 | Luján                | Excursionistas      | 4 de noviembre | 15:30 |
| Sportivo Italiano   | 1 - 4 | Dock Sud             | República de Italia | 4 de noviembre | 15:30 |
| Central Córdoba (R) | 0 - 1 | El Porvenir          | Gabino Sosa         | 5 de noviembre | 15:30 |
| Berazategui         | 1 - 1 | Deportivo Merlo      | Norman Lee          | 6 de noviembre | 15:30 |

| Villa San Carlos     | 2 - 0 | San Martín (B)      | Genacio Sálice                  | 9 de noviembre  | 15:30 |
| Dock Sud             | 5 - 0 | Leandro N. Alem     | De los Inmigrantes              | 9 de noviembre  | 15:30 |
| Luján                | 3 - 2 | Victoriano Arenas   | Municipal de la Ciudad de Luján | 9 de noviembre  | 15:30 |
| Sportivo Barracas    | 2 - 0 | Berazategui         | República de Italia             | 10 de noviembre | 12:00 |
| Argentino de Quilmes | 1 - 0 | Sportivo Italiano   | Argentino de Quilmes            | 11 de noviembre | 12:00 |
| Deportivo Armenio    | 1 - 1 | Cañuelas            | Armenia                         | 11 de noviembre | 15:30 |
| General Lamadrid     | 1 - 1 | Excursionistas      | Enrique Sexto                   | 11 de noviembre | 15:30 |
| Deportivo Laferrere  | 2 - 0 | Ferrocarril Midland | Ciudad de Laferrere             | 12 de noviembre | 15:30 |
| El Porvenir          | 1 - 1 | Ituzaingó           | Gildo Francisco Ghersinich      | 12 de noviembre | 15:30 |
| Deportivo Merlo      | 2 - 1 | Central Córdoba (R) | José Manuel Moreno              | 12 de noviembre | 16:00 |

| Berazategui         | 0 - 0 | Luján                | Norman Lee                 | 17 de noviembre | 17:00 |
| Sportivo Italiano   | 1 - 1 | Deportivo Armenio    | República de Italia        | 17 de noviembre | 17:00 |
| Leandro N. Alem     | 1 - 0 | Argentino de Quilmes | Leandro N. Alem            | 17 de noviembre | 17:00 |
| Central Córdoba (R) | 0 - 0 | Sportivo Barracas    | Gabino Sosa                | 17 de noviembre | 17:00 |
| Ferrocarril Midland | 2 - 0 | San Martín (B)       | Ciudad de Libertad         | 17 de noviembre | 17:00 |
| Excursionistas      | 1 - 1 | Dock Sud             | Excursionistas             | 17 de noviembre | 17:00 |
| Victoriano Arenas   | 2 - 3 | General Lamadrid     | Saturnino Moure            | 18 de noviembre | 17:00 |
| Ituzaingó           | 0 - 0 | Deportivo Merlo      | Ituzaingó                  | 18 de noviembre | 17:00 |
| Cañuelas            | 1 - 1 | Deportivo Laferrere  | José Alfredo Arín          | 19 de noviembre | 17:00 |
| El Porvenir         | 0 - 4 | Villa San Carlos     | Gildo Francisco Ghersinich | 20 de noviembre | 17:00 |

| Deportivo Laferrere  | 1 - 1 | Sportivo Italiano   | Ciudad de Laferrere             | 22 de noviembre | 17:00 |
| Dock Sud             | 0 - 2 | Victoriano Arenas   | De los Inmigrantes              | 22 de noviembre | 17:00 |
| General Lamadrid     | 1 - 2 | Berazategui         | Enrique Sexto                   | 22 de noviembre | 17:00 |
| Luján                | 0 - 0 | Central Córdoba (R) | Municipal de la Ciudad de Luján | 23 de noviembre | 17:00 |
| Argentino de Quilmes | 1 - 1 | Excursionistas      | Argentino de Quilmes            | 23 de noviembre | 17:00 |
| San Martín (B)       | 1 - 0 | Cañuelas            | Francisco Boga                  | 23 de noviembre | 17:00 |
| Sportivo Barracas    | 0 - 1 | Ituzaingó           | República de Italia             | 23 de noviembre | 17:00 |
| Villa San Carlos     | 0 - 1 | Ferrocarril Midland | Genacio Sálice                  | 24 de noviembre | 17:00 |
| Deportivo Armenio    | 2 - 1 | Leandro N. Alem     | Armenia                         | 25 de noviembre | 17:00 |
| Deportivo Merlo      | 1 - 1 | El Porvenir         | José Manuel Moreno              | 25 de noviembre | 17:00 |

| Ituzaingó           | 1 - 2 | Luján                | Ituzaingó                  | 30 de noviembre | 17:00 |
| Sportivo Italiano   | 0 - 0 | San Martín (B)       | República de Italia        | 1 de diciembre  | 17:00 |
| Deportivo Merlo     | 0 - 0 | Villa San Carlos     | José Manuel Moreno         | 1 de diciembre  | 17:00 |
| Central Córdoba (R) | 0 - 0 | General Lamadrid     | Gabino Sosa                | 1 de diciembre  | 17:00 |
| Cañuelas            | 1 - 3 | Ferrocarril Midland  | José Alfredo Arín          | 3 de diciembre  | 17:00 |
| El Porvenir         | 2 - 2 | Sportivo Barracas    | Gildo Francisco Ghersinich | 3 de diciembre  | 17:00 |
| Excursionistas      | 0 - 0 | Deportivo Armenio    | Excursionistas             | 3 de diciembre  | 17:00 |
| Berazategui         | 1 - 1 | Dock Sud             | Norman Lee                 | 3 de diciembre  | 17:00 |
| Leandro N. Alem     | 2 - 4 | Deportivo Laferrere  | Leandro N. Alem            | 3 de diciembre  | 17:00 |
| Victoriano Arenas   | 0 - 1 | Argentino de Quilmes | Saturnino Moure            | 4 de diciembre  | 17:00 |

| Sportivo Barracas    | 2 - 3 | Deportivo Merlo     | República de Italia             | 7 de diciembre  | 17:00 |
| San Martín (B)       | 0 - 0 | Leandro N. Alem     | Francisco Boga                  | 7 de diciembre  | 17:00 |
| Villa San Carlos     | 3 - 0 | Cañuelas            | Genacio Sálice                  | 8 de diciembre  | 17:00 |
| Ferrocarril Midland  | 2 - 0 | Sportivo Italiano   | Ciudad de Libertad              | 8 de diciembre  | 17:00 |
| General Lamadrid     | 2 - 3 | Ituzaingó           | Enrique Sexto                   | 8 de diciembre  | 17:00 |
| Deportivo Armenio    | 1 - 2 | Victoriano Arenas   | Armenia                         | 9 de diciembre  | 17:00 |
| Argentino de Quilmes | 2 - 0 | Berazategui         | Centenario                      | 10 de diciembre | 17:00 |
| Luján                | 1 - 0 | El Porvenir         | Municipal de la Ciudad de Luján | 10 de diciembre | 17:00 |
| Deportivo Laferrere  | 1 - 0 | Excursionistas      | Ciudad de Laferrere             | 10 de diciembre | 17:00 |
| Dock Sud             | 1 - 0 | Central Córdoba (R) | De los Inmigrantes              | 11 de diciembre | 17:00 |

1. ↑  Suspendido por las condiciones climáticas. Se jugó el 3 de octubre, a partir de las 15:30.
2. ↑  Suspendido por las condiciones climáticas. Se jugó el 2 de octubre, a partir de las 15:30.
3. ↑  Suspendido por las condiciones climáticas. Se jugó el 17 de octubre, a partir de las 15:30.
4. ↑  Postergado por la realización de los Juegos Olímpicos de la Juventud Buenos Aires 2018.
5. ↑  Suspendido por las condiciones climáticas en el entretiempo, con el resultado 0-0. Se completó el 29 de noviembre, a partir de las 17:00.
6. 1 2  Suspendido por las condiciones climáticas. Se jugó el 28 de noviembre, a partir de las 17:00.
7. ↑  Suspendido por las condiciones climáticas. Se jugó el 27 de noviembre, a partir de las 17:00.

### Segunda rueda
| Sportivo Barracas    | 0 - 2 | Villa San Carlos    | República de Italia             | 25 de enero | 17:00 |
| General Lamadrid     | 3 - 0 | El Porvenir         | Enrique Sexto                   | 26 de enero | 17:00 |
| Dock Sud             | 1 - 1 | Ituzaingó           | De los Inmigrantes              | 26 de enero | 17:00 |
| Deportivo Armenio    | 0 - 0 | Berazategui         | Armenia                         | 26 de enero | 17:00 |
| Deportivo Laferrere  | 1 - 1 | Victoriano Arenas   | Ciudad de Laferrere             | 26 de enero | 17:00 |
| Ferrocarril Midland  | 1 - 0 | Leandro N. Alem     | Ciudad de Libertad              | 26 de enero | 17:00 |
| Argentino de Quilmes | 1 - 1 | Central Córdoba (R) | Argentino de Quilmes            | 27 de enero | 17:00 |
| Cañuelas             | 2 - 1 | Sportivo Italiano   | José Alfredo Arín               | 27 de enero | 17:00 |
| Luján                | 0 - 0 | Deportivo Merlo     | Municipal de la Ciudad de Luján | 27 de enero | 17:00 |
| San Martín (B)       | 0 - 1 | Excursionistas      | Francisco Boga                  | 28 de enero | 17:00 |

| Berazategui         | 2 - 1 | Deportivo Laferrere  | Norman Lee                 | 1 de febrero | 17:00 |
| Deportivo Merlo     | 1 - 0 | General Lamadrid     | José Manuel Moreno         | 3 de febrero | 17:00 |
| Leandro N. Alem     | 1 - 0 | Cañuelas             | Leandro N. Alem            | 3 de febrero | 17:00 |
| Central Córdoba (R) | 0 - 0 | Deportivo Armenio    | Gabino Sosa                | 3 de febrero | 17:00 |
| Ituzaingó           | 1 - 0 | Argentino de Quilmes | Ituzaingó                  | 3 de febrero | 17:00 |
| Villa San Carlos    | 0 - 0 | Sportivo Italiano    | Genacio Sálice             | 3 de febrero | 17:00 |
| Sportivo Barracas   | 3 - 3 | Luján                | República de Italia        | 4 de febrero | 17:00 |
| Victoriano Arenas   | 0 - 3 | San Martín (B)       | Saturnino Moure            | 4 de febrero | 17:00 |
| Excursionistas      | 1 - 0 | Ferrocarril Midland  | Excursionistas             | 4 de febrero | 18:00 |
| El Porvenir         | 0 - 1 | Dock Sud             | Gildo Francisco Ghersinich | 5 de febrero | 17:00 |

| Sportivo Italiano    | 3 - 1 | Leandro N. Alem     | República de Italia             | 8 de febrero  | 17:00 |
| Luján                | 2 - 1 | Villa San Carlos    | Municipal de la Ciudad de Luján | 8 de febrero  | 17:00 |
| General Lamadrid     | 3 - 1 | Sportivo Barracas   | Enrique Sexto                   | 9 de febrero  | 17:00 |
| Deportivo Laferrere  | 2 - 1 | Central Córdoba (R) | Ciudad de Laferrere             | 9 de febrero  | 17:00 |
| Deportivo Armenio    | 3 - 1 | Ituzaingó           | Armenia                         | 10 de febrero | 17:00 |
| Cañuelas             | 2 - 2 | Excursionistas      | José Alfredo Arín               | 10 de febrero | 17:00 |
| Argentino de Quilmes | 3 - 0 | El Porvenir         | Argentino de Quilmes            | 10 de febrero | 17:00 |
| San Martín (B)       | 2 - 2 | Berazategui         | Francisco Boga                  | 10 de febrero | 17:00 |
| Ferrocarril Midland  | 1 - 2 | Victoriano Arenas   | Ciudad de Libertad              | 11 de febrero | 18:00 |
| Dock Sud             | 2 - 2 | Deportivo Merlo     | De los Inmigrantes              | 12 de febrero | 17:00 |

| Berazategui         | 1 - 1 | Ferrocarril Midland  | Norman Lee                      | 15 de febrero | 17:00 |
| Villa San Carlos    | 0 - 0 | Leandro N. Alem      | Genacio Sálice                  | 15 de febrero | 17:00 |
| Victoriano Arenas   | 1 - 1 | Cañuelas             | Saturnino Moure                 | 15 de febrero | 17:00 |
| Ituzaingó           | 1 - 0 | Deportivo Laferrere  | Ituzaingó                       | 15 de febrero | 17:00 |
| Excursionistas      | 2 - 1 | Sportivo Italiano    | Excursionistas                  | 16 de febrero | 17:00 |
| El Porvenir         | 2 - 1 | Deportivo Armenio    | Gildo Francisco Ghersinich      | 16 de febrero | 17:00 |
| Central Córdoba (R) | 0 - 0 | San Martín (B)       | Gabino Sosa                     | 16 de febrero | 17:00 |
| Deportivo Merlo     | 2 - 3 | Argentino de Quilmes | José Manuel Moreno              | 16 de febrero | 17:00 |
| Luján               | 2 - 0 | General Lamadrid     | Municipal de la Ciudad de Luján | 16 de febrero | 17:00 |
| Sportivo Barracas   | 0 - 1 | Dock Sud             | República de Italia             | 17 de febrero | 17:00 |

| General Lamadrid     | 3 - 1 | Villa San Carlos    | Enrique Sexto        | 20 de febrero | 17:30 |
| San Martín (B)       | 1 - 0 | Ituzaingó           | Francisco Boga       | 20 de febrero | 18:00 |
| Leandro N. Alem      | 0 - 0 | Excursionistas      | Leandro N. Alem      | 20 de febrero | 18:00 |
| Deportivo Armenio    | 0 - 2 | Deportivo Merlo     | Armenia              | 20 de febrero | 18:00 |
| Cañuelas             | 1 - 3 | Berazategui         | José Alfredo Arín    | 20 de febrero | 18:00 |
| Deportivo Laferrere  | 2 - 0 | El Porvenir         | Ciudad de Laferrere  | 20 de febrero | 18:00 |
| Ferrocarril Midland  | 3 - 3 | Central Córdoba (R) | Ciudad de Libertad   | 20 de febrero | 18:00 |
| Argentino de Quilmes | 4 - 0 | Sportivo Barracas   | Argentino de Quilmes | 21 de febrero | 18:00 |
| Dock Sud             | 1 - 1 | Luján               | De los Inmigrantes   | 21 de febrero | 18:00 |
| Sportivo Italiano    | 2 - 2 | Victoriano Arenas   | República de Italia  | 21 de febrero | 20:00 |

| Ituzaingó           | 0 - 0 | Ferrocarril Midland  | Ituzaingó                       | 23 de febrero | 17:00 |
| Deportivo Merlo     | 2 - 3 | Deportivo Laferrere  | José Manuel Moreno              | 23 de febrero | 17:00 |
| Central Córdoba (R) | 4 - 2 | Cañuelas             | Gabino Sosa                     | 23 de febrero | 17:00 |
| El Porvenir         | 2 - 3 | San Martín (B)       | Gildo Francisco Ghersinich      | 24 de febrero | 17:00 |
| General Lamadrid    | 0 - 2 | Dock Sud             | Enrique Sexto                   | 24 de febrero | 17:00 |
| Villa San Carlos    | 0 - 1 | Excursionistas       | Genacio Sálice                  | 25 de febrero | 17:00 |
| Berazategui         | 1 - 1 | Sportivo Italiano    | Norman Lee                      | 25 de febrero | 17:00 |
| Sportivo Barracas   | 1 - 0 | Deportivo Armenio    | República de Italia             | 26 de febrero | 17:00 |
| Victoriano Arenas   | 1 - 0 | Leandro N. Alem      | Saturnino Moure                 | 26 de febrero | 17:00 |
| Luján               | 0 - 1 | Argentino de Quilmes | Municipal de la Ciudad de Luján | 26 de febrero | 17:00 |

| Dock Sud             | 0 - 0 | Villa San Carlos    | De los Inmigrantes   | 1 de marzo | 17:00 |
| Cañuelas             | 1 - 2 | Ituzaingó           | José Alfredo Arín    | 2 de marzo | 17:00 |
| Ferrocarril Midland  | 1 - 1 | El Porvenir         | Ciudad de Libertad   | 2 de marzo | 17:00 |
| Argentino de Quilmes | 2 - 0 | General Lamadrid    | Argentino de Quilmes | 3 de marzo | 17:00 |
| Deportivo Armenio    | 2 - 0 | Luján               | Armenia              | 3 de marzo | 17:00 |
| Deportivo Laferrere  | 0 - 0 | Sportivo Barracas   | Ciudad de Laferrere  | 3 de marzo | 17:00 |
| Excursionistas       | 0 - 0 | Victoriano Arenas   | Excursionistas       | 3 de marzo | 17:00 |
| Leandro N. Alem      | 0 - 1 | Berazategui         | Leandro N. Alem      | 4 de marzo | 17:00 |
| Sportivo Italiano    | 0 - 0 | Central Córdoba (R) | República de Italia  | 4 de marzo | 17:00 |
| San Martín (B)       | 0 - 1 | Deportivo Merlo     | Francisco Boga       | 5 de marzo | 17:00 |

| Villa San Carlos    | 3 - 0 | Victoriano Arenas    | Genacio Sálice                  | 8 de marzo  | 17:00 |
| Luján               | 1 - 1 | Deportivo Laferrere  | Municipal de la Ciudad de Luján | 8 de marzo  | 17:00 |
| Deportivo Merlo     | 2 - 1 | Ferrocarril Midland  | José Manuel Moreno              | 9 de marzo  | 17:00 |
| Dock Sud            | 0 - 2 | Argentino de Quilmes | De los Inmigrantes              | 9 de marzo  | 17:00 |
| Berazategui         | 2 - 2 | Excursionistas       | Norman Lee                      | 10 de marzo | 17:00 |
| Central Córdoba (R) | 2 - 2 | Leandro N. Alem      | Gabino Sosa                     | 10 de marzo | 17:00 |
| Sportivo Barracas   | 1 - 1 | San Martín (B)       | República de Italia             | 10 de marzo | 17:00 |
| General Lamadrid    | 2 - 1 | Deportivo Armenio    | Enrique Sexto                   | 10 de marzo | 17:00 |
| Ituzaingó           | 0 - 1 | Sportivo Italiano    | Ituzaingó                       | 11 de marzo | 17:00 |
| El Porvenir         | 1 - 1 | Cañuelas             | Gildo Francisco Ghersinich      | 12 de marzo | 17:00 |

| San Martín (B)       | 0 - 4 | Luján               | Francisco Boga       | 15 de marzo | 16:00 |
| Leandro N. Alem      | 2 - 2 | Ituzaingó           | Leandro N. Alem      | 15 de marzo | 16:00 |
| Victoriano Arenas    | 1 - 1 | Berazategui         | Saturnino Moure      | 16 de marzo | 12:00 |
| Ferrocarril Midland  | 0 - 0 | Sportivo Barracas   | Ciudad de Libertad   | 16 de marzo | 12:00 |
| Deportivo Laferrere  | 3 - 0 | General Lamadrid    | Ciudad de Laferrere  | 16 de marzo | 13:00 |
| Excursionistas       | 3 - 2 | Central Córdoba (R) | Excursionistas       | 16 de marzo | 16:00 |
| Argentino de Quilmes | 0 - 1 | Villa San Carlos    | Argentino de Quilmes | 16 de marzo | 16:00 |
| Cañuelas             | 1 - 1 | Deportivo Merlo     | José Alfredo Arín    | 16 de marzo | 16:00 |
| Deportivo Armenio    | 1 - 1 | Dock Sud            | Armenia              | 17 de marzo | 11:00 |
| Sportivo Italiano    | 0 - 2 | El Porvenir         | República de Italia  | 18 de marzo | 16:00 |

| Dock Sud             | 2 - 0 | Deportivo Laferrere | De los Inmigrantes              | 21 de marzo | 16:00 |
| Luján                | 0 - 0 | Ferrocarril Midland | Municipal de la Ciudad de Luján | 22 de marzo | 15:00 |
| Villa San Carlos     | 3 - 1 | Berazategui         | Genacio Sálice                  | 23 de marzo | 16:00 |
| Central Córdoba (R)  | 3 - 2 | Victoriano Arenas   | Gabino Sosa                     | 23 de marzo | 16:00 |
| Ituzaingó            | 1 - 1 | Excursionistas      | Ituzaingó                       | 23 de marzo | 16:00 |
| Deportivo Merlo      | 0 - 1 | Sportivo Italiano   | José Manuel Moreno              | 24 de marzo | 16:00 |
| Sportivo Barracas    | 0 - 2 | Cañuelas            | República de Italia             | 25 de marzo | 16:00 |
| El Porvenir          | 0 - 0 | Leandro N. Alem     | Gildo Francisco Ghersinich      | 25 de marzo | 16:00 |
| General Lamadrid     | 2 - 2 | San Martín (B)      | Beto Larrosa                    | 26 de marzo | 10:00 |
| Argentino de Quilmes | 1 - 0 | Deportivo Armenio   | Argentino de Quilmes            | 27 de marzo | 16:00 |

| Cañuelas            | 2 - 3 | Luján                | José Alfredo Arín   | 29 de marzo | 16:00 |
| Victoriano Arenas   | 1 - 1 | Ituzaingó            | Saturnino Moure     | 29 de marzo | 16:00 |
| San Martín (B)      | 0 - 0 | Dock Sud             | Francisco Boga      | 29 de marzo | 16:00 |
| Sportivo Italiano   | 3 - 0 | Sportivo Barracas    | República de Italia | 29 de marzo | 20:00 |
| Ferrocarril Midland | 1 - 1 | General Lamadrid     | Ciudad de Libertad  | 30 de marzo | 11:00 |
| Leandro N. Alem     | 0 - 3 | Deportivo Merlo      | Leandro N. Alem     | 30 de marzo | 12:00 |
| Berazategui         | 0 - 0 | Central Córdoba (R)  | Norman Lee          | 30 de marzo | 12:00 |
| Deportivo Laferrere | 2 - 2 | Argentino de Quilmes | Ciudad de Laferrere | 30 de marzo | 16:00 |
| Excursionistas      | 2 - 4 | El Porvenir          | Excursionistas      | 30 de marzo | 16:00 |
| Deportivo Armenio   | 1 - 0 | Villa San Carlos     | Armenia             | 31 de marzo | 16:00 |

| Ituzaingó            | 0 - 0 | Berazategui         | Ituzaingó                       | 2 de abril | 15:30 |
| Luján                | 1 - 1 | Sportivo Italiano   | Municipal de la Ciudad de Luján | 2 de abril | 15:30 |
| Deportivo Merlo      | 3 - 2 | Excursionistas      | José Manuel Moreno              | 2 de abril | 15:30 |
| General Lamadrid     | 1 - 4 | Cañuelas            | Beto Larrosa                    | 3 de abril | 15:30 |
| Argentino de Quilmes | 1 - 0 | San Martín (B)      | Argentino de Quilmes            | 3 de abril | 15:30 |
| El Porvenir          | 1 - 0 | Victoriano Arenas   | Gildo Francisco Ghersinich      | 3 de abril | 15:30 |
| Sportivo Barracas    | 0 - 0 | Leandro N. Alem     | República de Italia             | 4 de abril | 15:30 |
| Dock Sud             | 0 - 0 | Ferrocarril Midland | De los Inmigrantes              | 4 de abril | 15:30 |
| Deportivo Armenio    | 1 - 1 | Deportivo Laferrere | Armenia                         | 4 de abril | 15:30 |
| Villa San Carlos     | 0 - 1 | Central Córdoba (R) | Genacio Sálice                  | 4 de abril | 15:30 |

| Berazategui         | 1 - 1 | El Porvenir          | Norman Lee          | 6 de abril | 12:00 |
| Sportivo Italiano   | 4 - 2 | General Lamadrid     | República de Italia | 6 de abril | 15:30 |
| Leandro N. Alem     | 2 - 2 | Luján                | Leandro N. Alem     | 7 de abril | 12:00 |
| Cañuelas            | 0 - 1 | Dock Sud             | José Alfredo Arín   | 7 de abril | 15:30 |
| Ferrocarril Midland | 0 - 1 | Argentino de Quilmes | Ciudad de Libertad  | 7 de abril | 15:30 |
| Central Córdoba (R) | 1 - 1 | Ituzaingó            | Gabino Sosa         | 8 de abril | 15:30 |
| Deportivo Laferrere | 6 - 3 | Villa San Carlos     | Ciudad de Laferrere | 8 de abril | 15:30 |
| San Martín (B)      | 0 - 1 | Deportivo Armenio    | Francisco Boga      | 8 de abril | 15:30 |
| Excursionistas      | 3 - 0 | Sportivo Barracas    | Excursionistas      | 8 de abril | 20:00 |
| Victoriano Arenas   | 0 - 1 | Deportivo Merlo      | Saturnino Moure     | 9 de abril | 15:30 |

| El Porvenir          | 2 - 2 | Central Córdoba (R) | Gildo Francisco Ghersinich      | 12 de abril | 15:30 |
| Luján                | 3 - 0 | Excursionistas      | Municipal de la Ciudad de Luján | 12 de abril | 15:30 |
| Dock Sud             | 1 - 0 | Sportivo Italiano   | De los Inmigrantes              | 13 de abril | 11:00 |
| Villa San Carlos     | 3 - 0 | Ituzaingó           | Genacio Sálice                  | 13 de abril | 12:00 |
| Deportivo Merlo      | 2 - 3 | Berazategui         | José Manuel Moreno              | 13 de abril | 15:30 |
| Deportivo Laferrere  | 2 - 1 | San Martín (B)      | Ciudad de Laferrere             | 13 de abril | 15:30 |
| Deportivo Armenio    | 3 - 1 | Ferrocarril Midland | Armenia                         | 14 de abril | 11:00 |
| Argentino de Quilmes | 2 - 2 | Cañuelas            | Argentino de Quilmes            | 14 de abril | 15:30 |
| General Lamadrid     | 1 - 0 | Leandro N. Alem     | Enrique Sexto                   | 15 de abril | 15:30 |
| Sportivo Barracas    | 2 - 1 | Victoriano Arenas   | República de Italia             | 15 de abril | 15:30 |

| Ituzaingó           | 0 - 1 | El Porvenir          | Ituzaingó           | 18 de abril | 15:30 |
| San Martín (B)      | 0 - 0 | Villa San Carlos     | Francisco Boga      | 18 de abril | 15:30 |
| Berazategui         | 0 - 0 | Sportivo Barracas    | Norman Lee          | 19 de abril | 15:30 |
| Ferrocarril Midland | 2 - 1 | Deportivo Laferrere  | Ciudad de Libertad  | 19 de abril | 15:30 |
| Leandro N. Alem     | 1 - 0 | Dock Sud             | Leandro N. Alem     | 19 de abril | 15:30 |
| Sportivo Italiano   | 1 - 1 | Argentino de Quilmes | República de Italia | 20 de abril | 15:30 |
| Excursionistas      | 1 - 0 | General Lamadrid     | Excursionistas      | 20 de abril | 15:30 |
| Central Córdoba (R) | 1 - 0 | Deportivo Merlo      | Gabino Sosa         | 20 de abril | 15:30 |
| Victoriano Arenas   | 1 - 0 | Luján                | Saturnino Moure     | 21 de abril | 11:00 |
| Cañuelas            | 3 - 2 | Deportivo Armenio    | José Alfredo Arín   | 21 de abril | 15:30 |

| Luján                | 3 - 2 | Berazategui         | Municipal de la Ciudad de Luján | 26 de abril | 15:30 |
| Sportivo Barracas    | 2 - 0 | Central Córdoba (R) | República de Italia             | 26 de abril | 15:30 |
| Dock Sud             | 1 - 2 | Excursionistas      | De los Inmigrantes              | 27 de abril | 11:00 |
| Deportivo Merlo      | 0 - 1 | Ituzaingó           | José Manuel Moreno              | 27 de abril | 15:30 |
| General Lamadrid     | 2 - 0 | Victoriano Arenas   | Enrique Sexto                   | 27 de abril | 15:30 |
| Deportivo Armenio    | 2 - 1 | Sportivo Italiano   | Armenia                         | 27 de abril | 15:30 |
| Argentino de Quilmes | 3 - 0 | Leandro N. Alem     | Argentino de Quilmes            | 27 de abril | 15:30 |
| San Martín (B)       | 1 - 0 | Ferrocarril Midland | Francisco Boga                  | 28 de abril | 12:00 |
| Villa San Carlos     | 1 - 0 | El Porvenir         | Genacio Sálice                  | 28 de abril | 15:30 |
| Deportivo Laferrere  | 1 - 1 | Cañuelas            | Ciudad de Laferrere             | 29 de abril | 15:30 |

| Ituzaingó           | 1 - 0 | Sportivo Barracas    | Ituzaingó                  | 3 de mayo | 15:30 |
| Victoriano Arenas   | 1 - 2 | Dock Sud             | Saturnino Moure            | 4 de mayo | 12:00 |
| Excursionistas      | 0 - 0 | Argentino de Quilmes | Excursionistas             | 4 de mayo | 15:30 |
| Berazategui         | 1 - 1 | General Lamadrid     | Norman Lee                 | 4 de mayo | 15:30 |
| Leandro N. Alem     | 0 - 1 | Deportivo Armenio    | Leandro N. Alem            | 4 de mayo | 15:30 |
| Central Córdoba (R) | 0 - 2 | Luján                | Gabino Sosa                | 4 de mayo | 15:30 |
| Ferrocarril Midland | 2 - 0 | Villa San Carlos     | Ciudad de Libertad         | 4 de mayo | 15:30 |
| El Porvenir         | 1 - 0 | Deportivo Merlo      | Gildo Francisco Ghersinich | 5 de mayo | 12:00 |
| Sportivo Italiano   | 1 - 4 | Deportivo Laferrere  | República de Italia        | 5 de mayo | 15:30 |
| Cañuelas            | 1 - 1 | San Martín (B)       | José Alfredo Arín          | 5 de mayo | 15:30 |

| Argentino de Quilmes | 1 - 0 | Victoriano Arenas   | Argentino de Quilmes            | 12 de mayo | 13:00 |
| Villa San Carlos     | 1 - 1 | Deportivo Merlo     | Genacio Sálice                  | 12 de mayo | 15:30 |
| Ferrocarril Midland  | 2 - 0 | Cañuelas            | Ciudad de Libertad              | 12 de mayo | 15:30 |
| Luján                | 0 - 0 | Ituzaingó           | Municipal de la Ciudad de Luján | 12 de mayo | 15:30 |
| Sportivo Barracas    | 0 - 0 | El Porvenir         | República de Italia             | 13 de mayo | 15:30 |
| General Lamadrid     | 0 - 0 | Central Córdoba (R) | Enrique Sexto                   | 13 de mayo | 15:30 |
| Deportivo Armenio    | 3 - 0 | Excursionistas      | Armenia                         | 13 de mayo | 15:30 |
| Deportivo Laferrere  | 2 - 2 | Leandro N. Alem     | Ciudad de Laferrere             | 13 de mayo | 15:30 |
| Dock Sud             | 0 - 0 | Berazategui         | De los Inmigrantes              | 13 de mayo | 15:30 |
| San Martín (B)       | 2 - 1 | Sportivo Italiano   | Francisco Boga                  | 13 de mayo | 15:30 |

| Central Córdoba (R) | 0 - 1 | Dock Sud             | Gabino Sosa                | 18 de mayo | 15:30 |
| Excursionistas      | 0 - 0 | Deportivo Laferrere  | Excursionistas             | 18 de mayo | 15:30 |
| Victoriano Arenas   | 0 - 2 | Deportivo Armenio    | Saturnino Moure            | 18 de mayo | 15:30 |
| Deportivo Merlo     | 1 - 1 | Sportivo Barracas    | José Manuel Moreno         | 19 de mayo | 15:00 |
| Leandro N. Alem     | 1 - 1 | San Martín (B)       | Leandro N. Alem            | 19 de mayo | 15:00 |
| Berazategui         | 2 - 1 | Argentino de Quilmes | Centenario                 | 19 de mayo | 15:00 |
| Cañuelas            | 1 - 0 | Villa San Carlos     | José Alfredo Arín          | 19 de mayo | 15:30 |
| Sportivo Italiano   | 0 - 2 | Ferrocarril Midland  | República de Italia        | 19 de mayo | 15:30 |
| El Porvenir         | 1 - 1 | Luján                | Gildo Francisco Ghersinich | 19 de mayo | 15:30 |
| Ituzaingó           | 1 - 1 | General Lamadrid     | Ituzaingó                  | 20 de mayo | 15:30 |

1. ↑  Suspendidos por las condiciones climáticas. Se jugó el 7 de mayo, a partir de las 15:30.

## Torneo reducido por el tercer ascenso
Los 8 equipos ubicados del 3.º al 10.º lugar de la tabla final de posiciones se ordenaron del 1 al 8 y participan del Reducido, un minitorneo por eliminación directa, en el que se emparejaron, respectivamente, los mejor con los peor posicionados en la tabla final de posiciones. Luego se reordenaron y se enfrentaron de la misma manera.
Los cuartos de final se disputaron a un solo partido, en el estadio del mejor ubicado. En el que terminó empatado, fue este último equipo el que clasificó a la instancia siguiente. Las semifinales y la final se jugaron a doble partido, actuando como local en el de vuelta el equipo con mejor ubicación. En caso de empate tras completar la serie, se definió mediante tiros desde el punto penal.

### Cuadro de desarrollo
|  | Cuartos de final | Cuartos de final      | Cuartos de final |                      |   | Semifinales         | Semifinales    | Semifinales    | Semifinales    | Semifinales    |  |   | Final            | Final            | Final            | Final            | Final            |  |
|  | 26 de mayo       | 26 de mayo            | 26 de mayo       |                      |   | 2 y 8 de junio      | 2 y 8 de junio | 2 y 8 de junio | 2 y 8 de junio | 2 y 8 de junio |  |   | 22 y 30 de junio | 22 y 30 de junio | 22 y 30 de junio | 22 y 30 de junio | 22 y 30 de junio |  |
|  |                  |                       |                  |                      |   |                     |                |                |                |                |  |   |                  |                  |                  |                  |                  |  |
|  |                  |                       |                  |                      |   |                     |                |                |                |                |  |   |                  |                  |                  |                  |                  |  |
|  | 2                | Deportivo Laferrere   | 3                |                      |   |                     |                |                |                |                |  |   |                  |                  |                  |                  |                  |  |
|  | 2                | Deportivo Laferrere   | 3                |                      |   |                     |                |                |                |                |  |   |                  |                  |                  |                  |                  |  |
|  | 7                | Deportivo Merlo       | 1                |                      |   |                     |                |                |                |                |  |   |                  |                  |                  |                  |                  |  |
|  | 7                | Deportivo Merlo       | 1                |                      | 2 | Deportivo Laferrere | 1              | 1              | 2 (7)          |                |  |   |                  |                  |                  |                  |                  |  |
|  |                  |                       |                  |                      | 2 | Deportivo Laferrere | 1              | 1              | 2 (7)          |                |  |   |                  |                  |                  |                  |                  |  |
|  |                  |                       | 3                | Excursionistas (p)   | 1 | 1                   | 2 (8)          |                |                |                |  |   |                  |                  |                  |                  |                  |  |
|  | 3                | Excursionistas (v.d.) | 3                | Excursionistas (p)   | 1 | 1                   | 2 (8)          | 1              |                |                |  |   |                  |                  |                  |                  |                  |  |
|  | 3                | Excursionistas (v.d.) |                  |                      |   |                     |                |                |                |                |  |   |                  |                  |                  |                  |                  |  |
|  | 6                | Luján                 | 1                |                      |   |                     |                |                |                |                |  |   |                  |                  |                  |                  |                  |  |
|  | 6                | Luján                 | 1                |                      |   |                     |                |                |                |                |  | 1 | Excursionistas   | 2                | 1                | 3 (3)            |                  |  |
|  |                  |                       |                  |                      |   |                     |                |                |                |                |  | 1 | Excursionistas   | 2                | 1                | 3 (3)            |                  |  |
|  |                  |                       | 2                | Villa San Carlos (p) | 3 | 0                   | 3 (4)          |                |                |                |  |   |                  |                  |                  |                  |                  |  |
|  | 1                | Dock Sud              | 2                | Villa San Carlos (p) | 3 | 0                   | 3 (4)          | 2              |                |                |  |   |                  |                  |                  |                  |                  |  |
|  | 1                | Dock Sud              |                  |                      |   |                     |                |                |                |                |  |   |                  |                  |                  |                  |                  |  |
|  | 8                | Berazategui           | 1                |                      |   |                     |                |                |                |                |  |   |                  |                  |                  |                  |                  |  |
|  | 8                | Berazategui           | 1                |                      | 1 | Dock Sud            | 0              | 0              | 0              |                |  |   |                  |                  |                  |                  |                  |  |
|  |                  |                       |                  |                      | 1 | Dock Sud            | 0              | 0              | 0              |                |  |   |                  |                  |                  |                  |                  |  |
|  |                  |                       | 4                | Villa San Carlos     | 2 | 3                   | 5              |                |                |                |  |   |                  |                  |                  |                  |                  |  |
|  | 4                | Ferrocarril Midland   | 4                | Villa San Carlos     | 2 | 3                   | 5              | 1              |                |                |  |   |                  |                  |                  |                  |                  |  |
|  | 4                | Ferrocarril Midland   |                  |                      |   |                     |                |                |                |                |  |   |                  |                  |                  |                  |                  |  |
|  | 5                | Villa San Carlos      | 2                |                      |   |                     |                |                |                |                |  |   |                  |                  |                  |                  |                  |  |
|  | 5                | Villa San Carlos      | 2                |                      |   |                     |                |                |                |                |  |   |                  |                  |                  |                  |                  |  |
|  |                  |                       |                  |                      |   |                     |                |                |                |                |  |   |                  |                  |                  |                  |                  |  |

- Nota: En cada llave, el equipo ubicado en la primera línea es el que ejerció la localía en los cuartos de final. En las semifinales y la final, lo hará en el partido de vuelta.

### Cuartos de final
| 26 de mayo, 13:00 | Excursionistas | 1:1 (0:1) | Luján                 | Estadio Excursionistas, Buenos Aires                         |                                                              |
|                   | Curima 76'     | Reporte   | 31' Ramiro Montenegro | Asistencia: 1000 espectadores Árbitro(s): Juan Pablo Loustau | Asistencia: 1000 espectadores Árbitro(s): Juan Pablo Loustau |

| 26 de mayo, 15:00 | Dock Sud                        | 2:1 (1:0) | Berazategui | Estadio De los Inmigrantes, Dock Sud                   |                                                        |
|                   | Miranda Moreira 43' · Pombo 73' | Reporte   | 91' Ojeda   | Asistencia: 1335 espectadores Árbitro(s): Juan Pafundi | Asistencia: 1335 espectadores Árbitro(s): Juan Pafundi |

| 26 de mayo, 15:00 | Deportivo Laferrere             | 3:1 (0:0) | Deportivo Merlo   | Estadio Ciudad de Laferrere, Laferrere                     |                                                            |
|                   | Coassini 76' · Scarnato 87' 95' | Reporte   | 82' Iván Zafarana | Asistencia: 10000 espectadores Árbitro(s): Rodrigo Pafundi | Asistencia: 10000 espectadores Árbitro(s): Rodrigo Pafundi |

| 26 de mayo, 15:00 | Ferrocarril Midland | 1:2 (0:1) | Villa San Carlos         | Estadio Ciudad de Libertad, Libertad                      |                                                           |
|                   | Villalba 46'        | Reporte   | 12' Lugones · 81' Ávalos | Asistencia: 1000 espectadores Árbitro(s): Cristian Suárez | Asistencia: 1000 espectadores Árbitro(s): Cristian Suárez |

### Semifinales
| 2 de junio, 15:00 | Villa San Carlos | 2:0 (0:0) | Dock Sud | Estadio Genacio Sálice, Berisso                           |                                                           |
|                   | Portillo 56' 63' | Reporte   |          | Asistencia: 1000 espectadores Árbitro(s): Lucas Molinelli | Asistencia: 1000 espectadores Árbitro(s): Lucas Molinelli |

| 8 de junio, 14:30 | Dock Sud | 0:3 (0:0) | Villa San Carlos                               | Estadio De los Inmigrantes, Dock Sud                    |                                                         |
|                   |          | Reporte   | 51' Ávalos · 70' Lugones · 93' Samuel Portillo | Asistencia: 2200 espectadores Árbitro(s): Damián Rubino | Asistencia: 2200 espectadores Árbitro(s): Damián Rubino |

| 2 de junio, 15:00 | Excursionistas | 1:1 (0:0) | Deportivo Laferrere | Estadio Excursionistas, Buenos Aires                     |                                                          |
|                   | Krieger 57'    | Reporte   | 72' Scarnato        | Asistencia: 1700 espectadores Árbitro(s): Gonzalo Beloso | Asistencia: 1700 espectadores Árbitro(s): Gonzalo Beloso |

| 8 de junio, 14:30 | Deportivo Laferrere                                                        | 1:1 (0:1) (7:8 p.)         | Excursionistas                                                                    | Estadio Ciudad de Laferrere, Laferrere                     |                                                            |
|                   | Scarnato 52'                                                               | Reporte                    | 39' López                                                                         | Asistencia: 12600 espectadores Árbitro(s): Gastón Iglesias | Asistencia: 12600 espectadores Árbitro(s): Gastón Iglesias |
|                   |                                                                            | Tiros desde el punto penal |                                                                                   |                                                            |                                                            |
|                   | Scarnato · Pérez · Ferro · Pintos · Ferrero · Ferreira · Domínguez · Acuña |                            | Molina · Curima · López · Reynoso · Villanueva · Guzmán · Krieger · Matías Budiño |                                                            |                                                            |

### Final
| 15 de junio, 15:00                                                                        | Villa San Carlos                        | 3:2 (2:1) | Excursionistas         | Estadio Genacio Sálice, Berisso                             |                                                             |
|                                                                                           | Lugones 13' · Grasso 19' · Guerrico 63' | Reporte   | 31' Guzmán · 94' López | Asistencia: 2000 espectadores Árbitro(s): Alejandro Ramírez | Asistencia: 2000 espectadores Árbitro(s): Alejandro Ramírez |
| Suspendido por las condiciones climáticas. Se jugó el 22 de junio, a partir de las 14:30. |                                         |           |                        |                                                             |                                                             |

| 30 de junio, 14:30 | Excursionistas                           | 1:0 (0:0) (3:4 p.)         | Villa San Carlos                                  | Estadio Excursionistas, Buenos Aires                       |                                                            |
|                    | López 57'                                | Reporte                    |                                                   | Asistencia: 6000 espectadores Árbitro(s): Cristian Benítez | Asistencia: 6000 espectadores Árbitro(s): Cristian Benítez |
|                    |                                          | Tiros desde el punto penal |                                                   |                                                            |                                                            |
|                    | Leyes · López · Reynoso · Molina · Arias |                            | Brianese · Oroná · Massi · Emanuel Avalo · Alegre |                                                            |                                                            |

## Goleadores
| Pos. | Jugador              | Jugador                 | Goles | Equipo              |
| ---- | -------------------- | ----------------------- | ----- | ------------------- |
| 1.º  | Bandera de Argentina | Santiago Gómez          | 22    | Deportivo Armenio   |
| 1.º  | Bandera de Paraguay  | Alcides Miranda Moreira | 22    | Dock Sud            |
| 2.º  | Bandera de Argentina | Lucas Scarnato          | 19    | Deportivo Laferrere |
| 3.º  | Bandera de Argentina | Matías Mena             | 14    | El Porvenir         |

Fuente: Solo ascenso-Estadísticas Primera C